# Стратос (Этолия и Акарнания)
Стратос (греч. Στράτος) — малый город в Греции. Относится к общине Агринион в периферийной единице Этолия и Акарнания в периферии Западная Греция. Расположен на высоте 100 м над уровнем моря, на правом берегу реки Ахелоос, к юго-востоку от города Лепену, в 10 км к северо-западу от Агриниона. Площадь 30,313 км². Население 979 человек по переписи 2011 года.
Название города до 1928 года было и Яница (арум. Yanica) как своеобразный центр исторической Маленькой Влахии.

## История

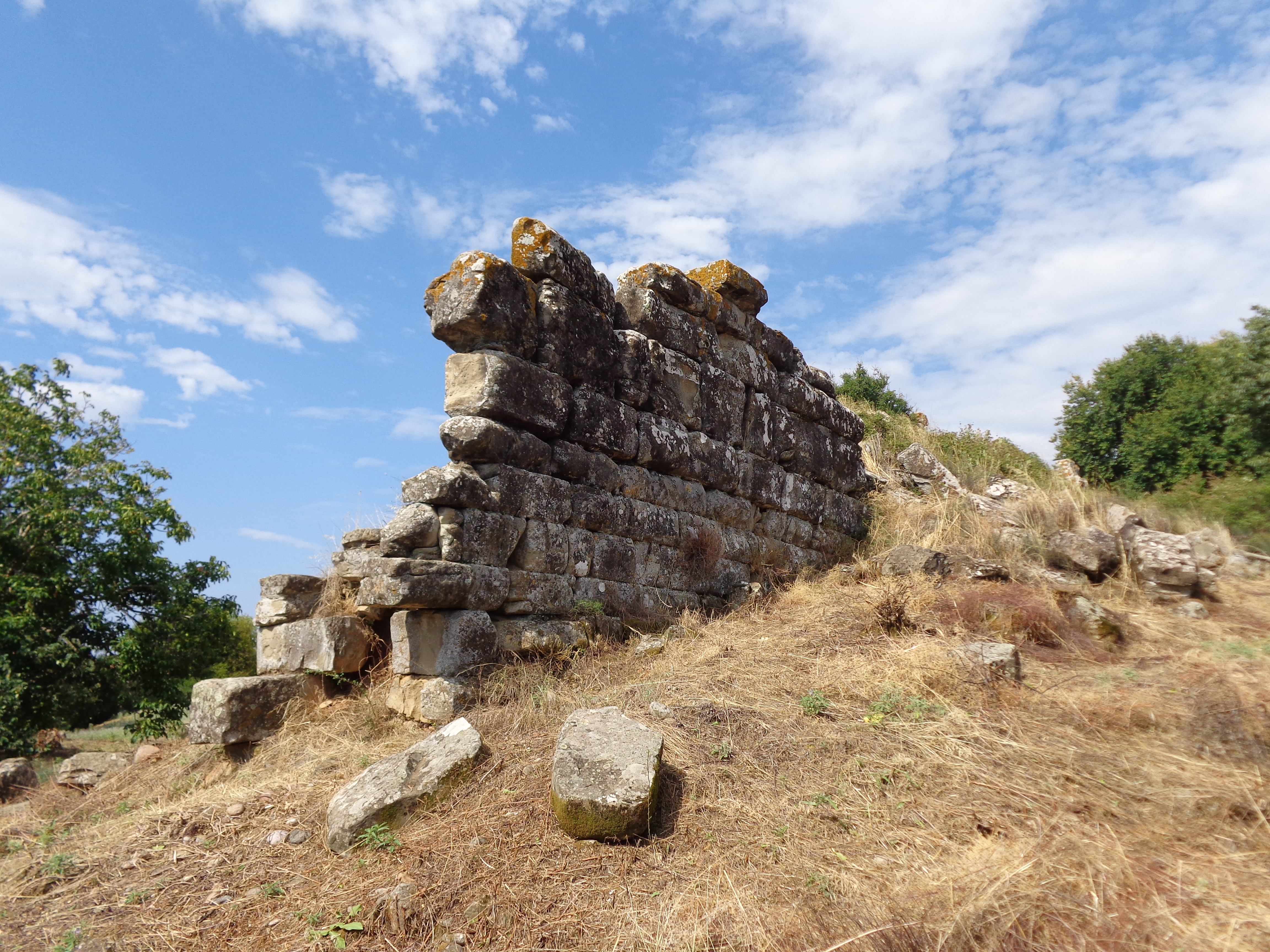
Стена древнего Страта

Древний город Страт (др.-греч. Στρατός, лат. Stratus от др.-греч. στρᾰτός — «армия») был самым укреплённым и большим городом акарнанцев. Город был продолжительное время столицей Акарнании, местом собраний Акарнанского союза. Был завоёван этолянами и упоминается Титом Ливием как город в Этолии. После потери Страта заседания совета Акарнанского союза происходили в городе Фирий.
Древний город был построен на четырёх продолговатых холмах. Раскопки в этом районе позволили выявить рынок, театр, храм Зевса, общественные здания и некрополь на площади около 600 гектаров.
Древний город был окружён стеной протяженностью около 4 км, построенной по псевдоисодомной системе кладки, которая датируется V веком до н. э., а некоторые ремонтные работы могли быть сделаны в IV веке до н. э. Стена состояла из двадцати двух ворот и пятидесяти пяти прямоугольных башен, а в некоторых местах имела угловые выступы. Дорога от центральных южных ворот вела к древней агоре. Важное значение имели также прибрежные городские ворота с горизонтальной перемычкой. Акрополь, периметр которого составлял около 300 м, располагался на северной оконечности укрепления. Кроме того, из соображений безопасности внутренняя стена длиной около 850 м, построенная на более позднем этапе, разделила город на две части. К западу от него находился храм Зевса и рынок, а к востоку — театр. 
Агора, основное использование которой относится к эллинистическим временам (конец IV — начало III века до н. э.), был торговым, политическим и административным центром города. Её площадь была окружена стоями с севера, запада и востока. Другая стоя разделяла агору на две площади, которые сообщались друг с другом переходом. Вход на агору находился на юге, а расположение построек соответствовало направлению с юга на север. На площади агоры были обнаружены полукруглый постамент статуй, вотивная экседра и другие важные жертвенники. В центре агоры находился жертвенник для жертвоприношений животных, а рядом с ним кольцо для временной привязки животных. Прямоугольный перистильный фонтан был найден на юго-западе агоры, близ западной стои. У северо-восточного угла восточной стои находился булевтерий, прямоугольное здание с внутренними колоннами, поддерживающими четырехскатную крышу, и сиденьями со всех четырёх сторон. 

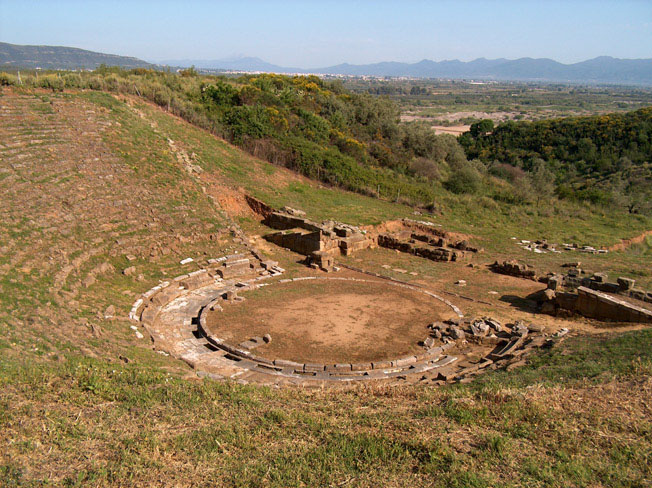
Античный театр

Античный театр — самый большой по вместимости в Акарнании. Предполагается, что он вмещал около 6000 зрителей. Сохранилось по крайней мере тридцать три ряда сидений и одиннадцать лестниц, разделяющих сиденья на двенадцать трибун. Орхестра представляет собой замкнутый круг, почти касающийся проскения. 
Храм Зевса был политическим и религиозным центром всей Акарнании. Периптер дорического храма (6 × 11 колонн) находился на вершине холма на западном конце укрепления, откуда открывался неограниченный вид как на город, так и на прилегающую равнину («Стратику»). Он был разделен на пронаос, целлу и опистодом и датируется концом IV — началом III века до н. э. К юго-востоку от храма находится большой алтарь и основание жертвенника. 
За городскими стенами, по обе стороны от дорог находятся некрополи. Эти дороги соединяли Страт с центральной Акарнанией и древней Лимнеей (нынешняя Амфилохия). Многие могилы были найдены с множеством погребальных предметов.

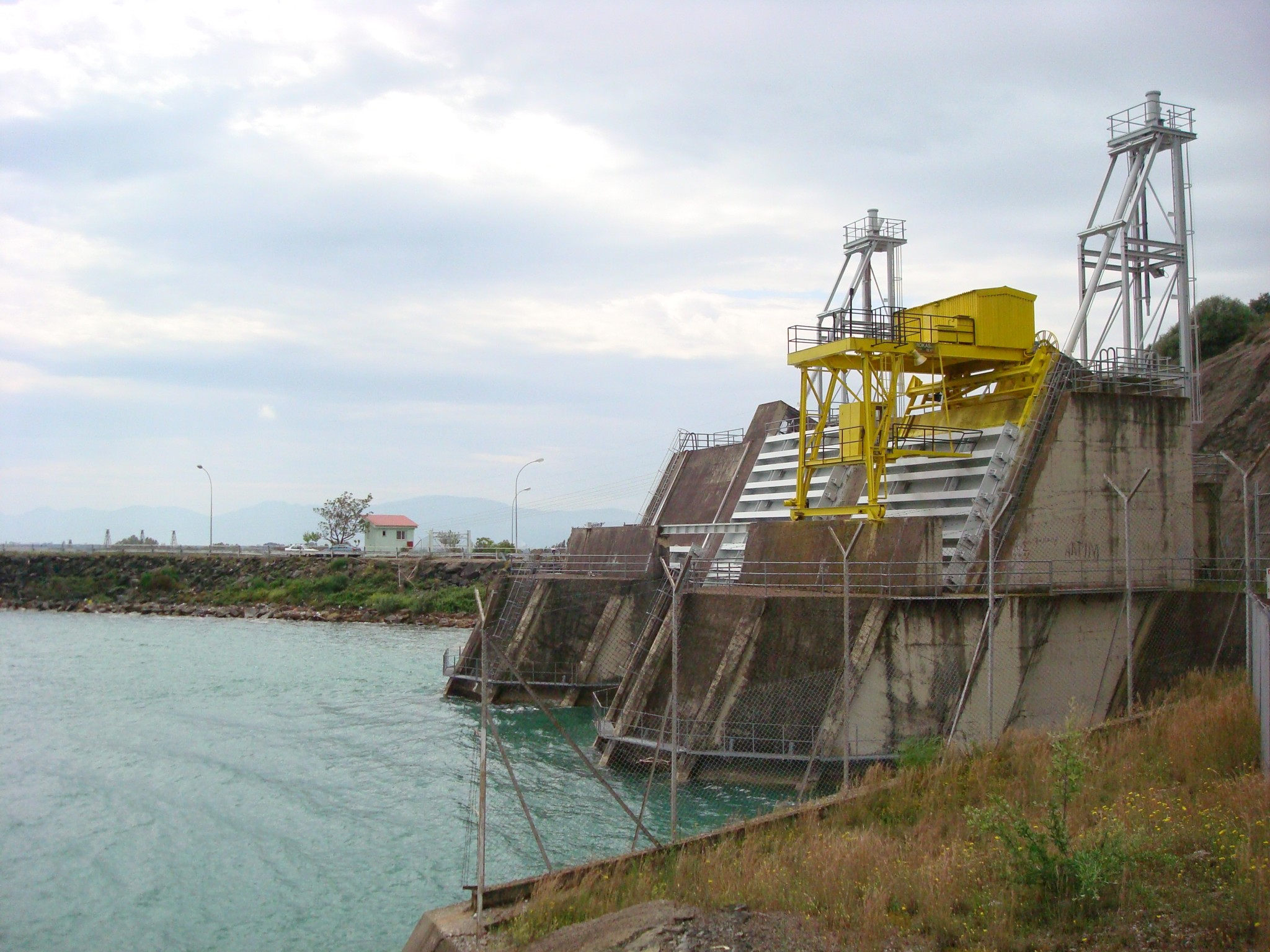
ГЭС Стратос на реке Ахелоос

До 1928 года (ΦΕΚ 81Α) город назывался Соровигли (греч. Σωροβίγλι), затем был переименован в Стратос.
Выше Стратоса по течению на реке Ахелоос в 1981—1989 гг. была построена ГЭС Стратос установленной мощностью 156,7 МВт, плотина которой образовала небольшое водохранилище Стратос.

## Население
| Год  | Население, человек |
| ---- | ------------------ |
| 1991 | 1094               |
| 2001 | 1127               |
| 2011 | ↘ 979              |